# The Third Party
The Third Party là một bộ phim hài kịch lãng mạn của Philippines năm 2016 với sự tham gia của Angel Locsin, Sam Milby và Zanjoe Marudo. Nó được đạo diễn bởi Jason Paul Laxamana từ một kịch bản được viết bởi Charlene Sawit-Esguerra và Patrick John Valencia.
Bộ phim được sản xuất bởi ABS-CBN Film Productions và được phát hành tại rạp chiếu phim rạp chiếu phim Philippines vào ngày 12 tháng 10 năm 2016, bởi Star Cinema.
Bộ phim đánh dấu bộ phim thứ hai của Angel Locsin trong năm nay sau Everything About Her, và phục vụ một cuộc hội ngộ cho cô ấy và Zanjoe Marudo, cả hai đóng vai chính trong bộ phim năm 2012 One More Try; cả hai bộ phim cũng được phát hành bởi Star Cinema.

## Nội dung
Câu chuyện xoay quanh người yêu cũ Andi, một người quản lý sự kiện khao khát trở thành nhà thiết kế thời trang (Angel đóng) và Max, một bác sĩ phẫu thuật thẩm mỹ (Sam đóng) cả hai tìm mọi cách để giữ mối quan hệ của họ nguyên vẹn sau khi chia tay.  Nhưng sau này, Max tìm thấy tình yêu mới với một người đồng tính Nhi khoa dành cho trẻ em, Christian (Zanjoe đóng). Bộ phim cũng giải quyết tình bạn và làm thế nào một người biết nhiều hơn về bản thân mình.

## Diễn viên

### Diễn viên chính
- Angel Locsin vai Andi Medina
- Sam Milby vai Max Labrador
- Zanjoe Marudo vai Christian Pilar

### Diễn viên phụ
- Maris Racal vai Joan
- Al Tantay vai Mr. Labrador
- Alma Moreno vai Juliet
- Cherry Pie Picache vai Carina Medina
- Beauty Gonzalez vai  Erica
- Matet de Leon vai Lila
- Kitkat vai Patient
- Carla Martinez vai Mrs. Labrador
- Katrina Legaspi vai Badet
- Chun Sa Jung vai Laurie
- Paolo Paraiso vai Iñigo
- Alora Sasam vai Charlene
- Odette Khan[7] vai Tessie

## Phát hành
The Third Party được phát hành tại Philippines vào ngày 12 tháng 10 năm 2016, bởi Star Cinema.

## Tiếp nhận

### Box office
Bộ phim đã có doanh thu ₱10 triệu vào ngày đầu tiên. Bộ phim thành công trên toàn quốc và trên toàn thế giới, mặc dù thể loại của nó, mang lại sự thúc đẩy cho cộng đồng LGBT.
The Third Party đạt mốc 100 triệu vào tuần thứ 3 trình chiếu, tham gia các bộ phim thành công khác đạt 100 triệu và mong đợi nhiều người xem hơn trong tuần thứ 4 trở đi.
Kể từ tháng 4 năm 2019, bộ phim có sẵn ở Hoa Kỳ và các nơi khác trên Netflix.

## Giải thưởng
| Award Giving Body                | Người nhận    | Giải thưởng                      | Kết quả      |
| -------------------------------- | ------------- | -------------------------------- | ------------ |
| 19th Gawad PASADO Awards         | Zanjoe Marudo | PinakaPASADOng Katuwang na Aktor | Đoạt giải    |
| 33rd PMPC Star Awards for Movies | Zanjoe Marudo | Movie Actor of the Year          | Chưa công bố |

## Âm nhạc
Baby, I Love Your Way bởi Morissette Amon và Harana (bản gốc bởi Peter Frampton) được phát hành dưới dạng nhạc phim chính thức cho bộ phim.